# Clytiomya nigroanalis
Clytiomya nigroanalis là một loài ruồi trong họ Tachinidae.